# Alfredo Trusso
Mons. Alfredo Bernardo Trusso (Buenos Aires, 19 de septiembre de 1921-29 de enero de 2006) fue un sacerdote y traductor bíblico argentino.
En 1950 se convirtió en párroco por el cardenal Copello lo nombró párroco de Todos los Santos y Ánimas, donde actualmente reposan sus restos. Fue vicepresidente de la fundación Palabra de Vida y fue otorgado el título honorífico de Monseñor por Juan Pablo II.

## Libro del Pueblo de Dios
El padre Trusso produjo junto a Armando J. Levoratti (además de escribir las introducciones y notas) una versión argentina de la Biblia, el Libro del Pueblo de Dios. Este proceso tomó varias décadas. En 1964 los Padres Trusso y Mateo Perdía publicaron una traducción de los cuatro Evangelios bajo el título "La Buena Noticia de Jesús". Luego al unirse el padre Levoratti tras la salida de Perdía se revisaron nuevamente los evangelios y se tradujeron los demás libros del Nuevo Testamento que se publicaron en 1968 como "El Libro de la Nueva Alianza".
Esta ardua tarea de más de 20 años fue publicada entera en 1981 y es la traducción oficial utilizada en el sitio web del vaticano así como en la Tercera edición para los leccionarios de Bolivia, Paraguay, Uruguay, Chile y Argentina (Aprobada por el entonces Cardenal Jorge Mario Bergoglio quien era amigo de Trusso).